# Nilufar Yakubbaeva

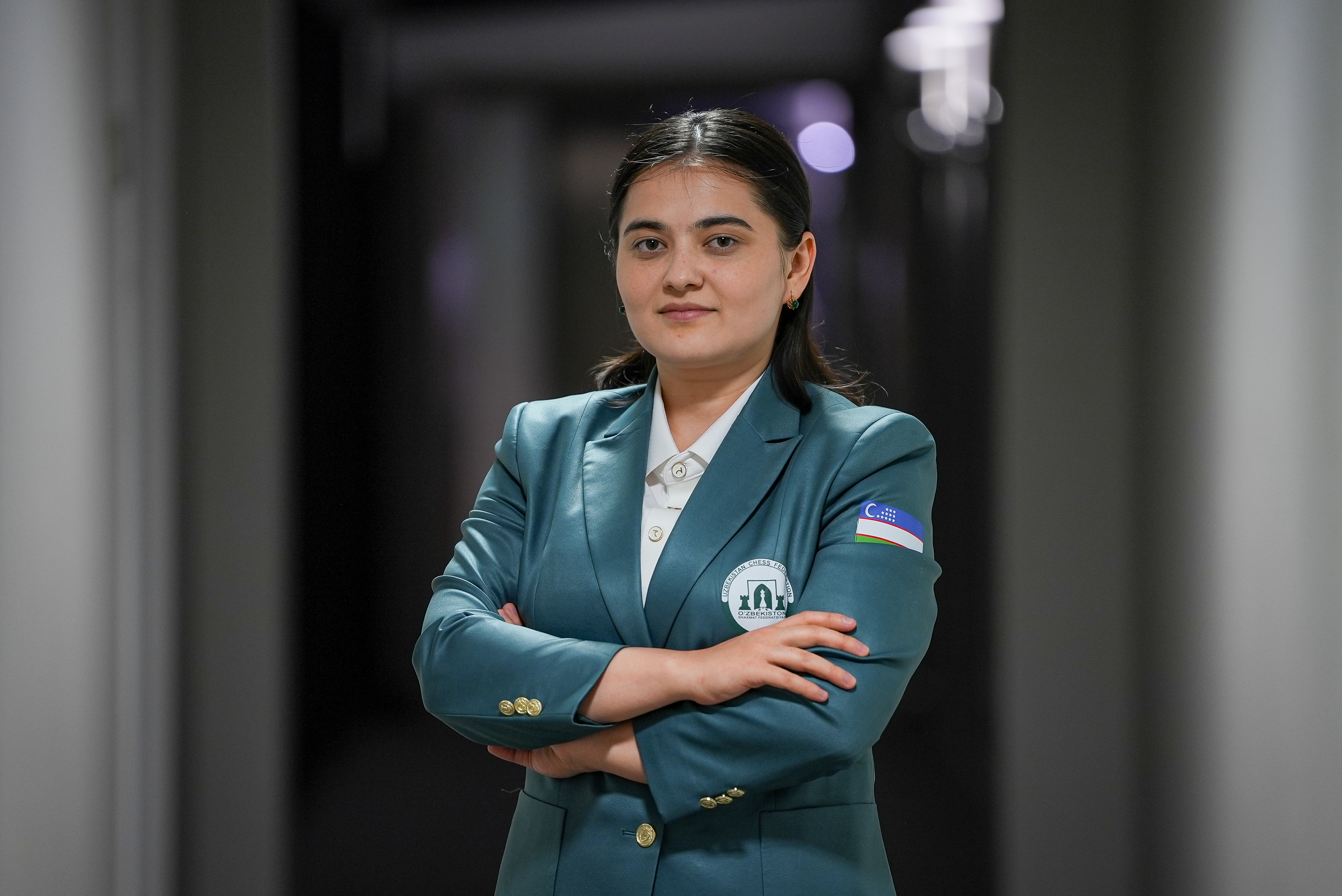
Nilufar Yakubbaeva, jogadora de xadrez uzbeque, durante a 45ª Olimpíada de Xadrez em Budapeste, Hungria

Nilufar Yakubbaeva (nascida em 2000) é uma jogadora de xadrez do Uzbequistão. Ela foi premiada com o título de Woman International Master em 2020.

## Carreira
Ela ganhou a secção feminina do Campeonato de Xadrez do Uzbequistão três anos consecutivos em 2019, 2020 e 2021.

## Família
Ela tem um irmão mais novo, Nodirbek Yakubboev, que também já ganhou o campeonato de xadrez do Uzbequistão várias vezes.